# Loubejac
Loubejac – miejscowość i gmina we Francji, w regionie Nowa Akwitania, w departamencie Dordogne.
Według danych na rok 1990 gminę zamieszkiwały 234 osoby, a gęstość zaludnienia wynosiła 13 osób/km² (wśród 2290 gmin Akwitanii Loubejac plasuje się na 943. miejscu pod względem liczby ludności, natomiast pod względem powierzchni na miejscu 615.).